# Drexlerviridae
Drexlerviridae ist die Bezeichnung einer Familie von Viren in der Klasse Caudoviricetes (Viren mit Kopf-Schwanz-Aufbau).
Als natürliche Wirte dienen Bakterien, die Familie wird daher nicht-taxonomisch zu den Bakteriophagen klassifiziert. Derzeit (Stand Mai 2024) gibt es in dieser Familie offiziell vom International Committee on Taxonomy of Viruses (ICTV) bestätigt vier Unterfamilien und acht Gattungen ohne Zuweisung zu einer Unterfamilie.
Die Drexlerviridae haben den Morphotyp von Siphoviren; die Familie ging aus der früheren Unterfamilie Tunavirinae der inzwischen aufgelösten Familie Siphoviridae hervor.

## Etymologie
Der Name der Familie wurde gewählt zu Ehren des amerikanischen Erforschers des T1-Phagen Henry Drexler (1927–1991), Wake Forest University Medical Center, Winston-Salem, USA.

## Beschreibung

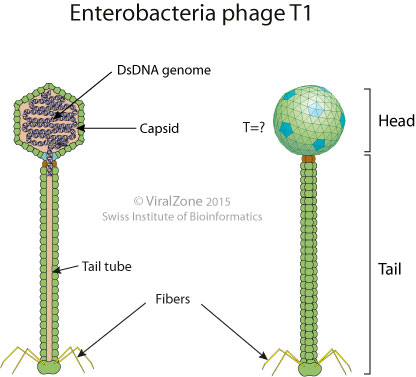
Schemazeichnung eines Virions der Spezies Escherichia-Virus T1 (Querschnitt und Seitenansicht)

Aufgrund genomischer Unterschiede wurde die Familie vom ICTV von der ehemaligen Familie Siphoviridae der Viren von Siphoviren-Gestalt abgetrennt.

## Systematik
Die Systematik der Drexlerviren ist nach ICTV (Unterfamilien und Gattungen; Spezies und Stämmen auszugsweise; ergänzt um einige Vorschläge nach NCBI in Anführungszeichen, Mai 2024) wie folgt:
Klasse: Caudoviricetes, Familie: Drexlerviridae
- Unterfamilie: Braunvirinae (benannt nach Volkmar Braun)
  - Gattung: Augustepiccardvirus
    - Spezies Augustepiccardvirus augustepiccard mit Escherichia phage AugustePiccard

  - Gattung: Christensenvirus
    - Spezies Christensenvirus IME542 (Escherichia-Virus IME542) mit Escherichia phage vB_EcoS_IME542

  - Gattung: Guelphvirus
    - Spezies Guelphvirus ACGM12 (Escherichia-Virus ACGM12) mit Escherichia phage vB_EcoS_ACG-M12
    - Spezies Guelphvirus SCS31 mit Escherichia phage vB_EcoS_SCS31

  - Gattung: Inhoffenstrassevirus
    - Spezies Inhoffenstrassevirus MM01 mit Escherichia phage vB_EcoS_MM01

  - Gattung: Julespiccardvirus
    - Spezies Julespiccardvirus julespiccard mit Escherichia phage JulesPiccard

  - Gattung: Loudonvirus
    - Spezies Loudonvirus DTL (Escherichia-Virus DTL) mit Escherichia phage DTL
    - Spezies Loudonvirus EC3a (Escherichia-Virus EC3a, früher Guelphvirus EC3a) mit Escherichia phage vB_Ecos_CEB_EC3a

  - Gattung: Rtpvirus (alias Rtplikevirus) – abgetrennt von Tunalikevirus (jetzt Tunavirus, damals noch zur früheren Familie Siphoviridae)
    - Spezies Rtpvirus IME253 (Escherichia-Virus IME253) mit Escherichia phage vB_EcoS-IME253
    - Spezies Rtpvirus Rtp (Escherichia-Virus Rtp, ehem. Typus) mit Escherichia phage Rtp
    - Spezies Rtpvirus ZL19 mit Escherichia phage ZL19

  - Gattung: Veterinaerplatzvirus
    - Spezies Veterinaerplatzvirus FP mit Escherichia phage vB_EcoS_FP
    - Spezies Veterinaerplatzvirus Jeanpiccard mit Escherichia phage JeanPiccard strain Bas02
    - Spezies Veterinaerplatzvirus SU57 mit Escherichia phage vB_EcoD_SU57
    - Spezies Veterinaerplatzvirus vv12210I (Escherichia-Virus 12210I) mit Escherichia phage vB_EcoS-12210I
    - Spezies Veterinaerplatzvirus vv2725N25 mit Escherichia phage 2725-N35

  - ohne Gattungszuweisung
    - Spezies „Escherichia phage vB_EcoD_SU57“ („Escherichia-Phage vB_EcoD_SU57“)[10][11] – gemäß Koonjan et al. (2020) zu Tunavirus, nach ICTV und NCBI aber davon abgetrennt/zu Braunvirinae

- Unterfamilie: Rogunavirinae
  - Gattung: Eastlansingvirus
    - Spezies Eastlansingvirus Sf12 (Shigella-Virus Sf12) mit Shigella phage Sf12

  - Gattung: Lindendrivevirus
    - Spezies Lindendrivevirus EB49 (Escherichia-Virus Eb49 oder Escherichia-Virus phiEB49) mit Escherichia phage phiEB49

  - Gattung: Rogunavirus (veraltet: Rogue1virus, Jk06likevirus)[12]
    - Spezies Rogunavirus AHP42 (Escherichia-Virus AHP42) mit Escherichia phage vB_EcoS_AHP42
    - Spezies Rogunavirus AHS24 (Escherichia-Virus AHS24) mit Escherichia phage vB_EcoS_AHS24
    - Spezies Rogunavirus AKS96 (Escherichia-Virus AKS96) mit Escherichia phage vB_EcoS_AKS96
    - Spezies Rogunavirus BECP10 mit Escherichia phage vB_EcoS-BECP10
    - Spezies Rogunavirus C119 (Escherichia-Virus C119) mit Escherichia phage C119
    - Spezies Rogunavirus E41c (Escherichia-Virus E41c) mit Escherichia phage e4/1c
    - Spezies Rogunavirus Jk06 (Escherichia-Virus Jk06) mit Escherichia phage JK06
    - Spezies Rogunavirus JLA23 mit Enterobacteria phage phiJLA23
    - Spezies Rogunavirus KP26 (Escherichia-Virus KP26) mit Escherichia phage phiKP26, Enterobacteria phage KH4, Enterobacteria phage phiJLA23
    - Spezies Rogunavirus rogue1 (Escherichia-Virus Rogue1) mit Escherichia phage Rogue1 alias Enterobacteria phage vB_EcoS_Rogue1
    - Spezies Rogunavirus UDF157w mit Escherichia phage vB_EcoS-UDF157lw

  - Gattung: Sadiyavirus
    - Spezies Sadiyavirus sadiya mit Escherichia phage vB_EcoD_Sadiya

  - Gattung: Wilsonroadvirus
    - Spezies Wilsonroadvirus Sd1 (Shigella-Virus Sd1) mit Shigella phage Sd1

- Unterfamilie: Tempevirinae
  - Gattung: Baihuvirus (abgetrennt von Changchunvirus)
    - Spezies Baihuvirus PHB17 (früher Changchunvirus PHB17) mit Escherichia phage vB_EcoS_PHB17

  - Gattung: Changchunvirus
    - Spezies Changchunvirus paulsarasin mit Escherichia phage PaulSarasin strain Bas09
    - Spezies Changchunvirus W011D mit Escherichia phage vB_EcoS_W011D

  - Gattung: Hanrivervirus
    - Spezies Hanrivervirus aalborv mit Escherichia phage aalborv
    - Spezies Hanrivervirus aaroes mit Escherichia phage aaroes
    - Spezies Hanrivervirus damhaus mit Escherichia phage damhaus
    - Spezies Hanrivervirus EC147 mit Escherichia phage EC147
    - Spezies Hanrivervirus egaa mit Escherichia phage egaa
    - Spezies Hanrivervirus fulano1 mit Escherichia phage vB_EcoD_Fulano1
    - Spezies Hanrivervirus G292 mit Escherichia phage vB_EcoS_G29-2
    - Spezies Hanrivervirus grams mit Escherichia phage grams
    - Spezies Hanrivervirus haarsle mit Escherichia phage haarsle
    - Spezies Hanrivervirus henu8 mit Escherichia phage Henu8
    - Spezies Hanrivervirus herni mit Escherichia phage herni
    - Spezies Hanrivervirus hv2019SD1 mit Shigella phage 2019SD1
    - Spezies Hanrivervirus jacobbernoulli mit Escherichia phage JakobBernoulli
    - Spezies Hanrivervirus JLBYU41 mit Escherichia phage JLBYU41
    - Spezies Hanrivervirus karljaspers mit Escherichia phage KarlJaspers
    - Spezies Hanrivervirus PGN590 mit Escherichia phage PGN590
    - Spezies Hanrivervirus pSf1 mit Shigella phage pSf-1
    - Spezies Hanrivervirus SFP17 mit Shigella phage SFP17
    - Spezies Hanrivervirus slyngel mit Salmonella phage slyngel
    - Spezies Hanrivervirus vojen mit Escherichia phage vojen

  - Gattung: Henuseptimavirus
    - Spezies Henuseptimavirus henu7 (Escherichia-Virus Henu7) mit Escherichia phage Henu7
    - Spezies Henuseptimavirus isaaklselin mit Escherichia phage IsaakIselin
    - Spezies Henuseptimavirus johannburckhardt mit Escherichia phage JohannLBurckhardt
    - Spezies Henuseptimavirus samwise mit Klebsiella phage vB_KppS-Samwise
    - Spezies „Klebsiella phage vB_KaS-Ahsoka“ („Klebsiella-Phage vB_KaS-Ahsoka“)
    - Spezies „Klebsiella phage vB_KaS-Gatomon“ („Klebsiella-Phage vB_KaS-Gatomon“)

  - Gattung: Jahatvirus
    - Spezies Jahatvirus MG145 mit Escherichia phage Jahat_MG145

  - Gattung: Peekayseptimavirus
    - Spezies Peekayseptimavirus PK7R mit Klebsiella phage P-K7R

  - Gattung: Pocisvirus
    - Spezies Pocisvirus pocis76 mit Hafnia phage Pocis76

  - Gattung: Tlsvirus (alias Tlslikevirus)
    - Spezies Tlsvirus blueshaddow mit Citrobacter phage vB_CfrD_BlueShadow
    - Spezies Tlsvirus brooksby mit Citrobacter phage vB_CfrD_Brooksby
    - Spezies Tlsvirus danielbernouli mit Escherichia phage DanielBernoulli
    - Spezies Tlsvirus DK2017 mit Citrobacter phage CF1 DK-2017
    - Spezies Tlsvirus ecorrea mit Citrobacter phage vB_CfrD_ElisaCorrea
    - Spezies Tlsvirus F61 mit Salmonella phage F61
    - Spezies Tlsvirus GSP032 mit Salmonella phage GSP032
    - Spezies Tlsvirus LL5 mit Escherichia phage LL5
    - Spezies Tlsvirus mishy mit Escherichia phage vB_EcoD_Mishu
    - Spezies Tlsvirus PHB07 mit Salmonella phage vB_ SenS_ PHB07
    - Spezies Tlsvirus phSE2 mit Salmonella phage phSE-2
    - Spezies Tlsvirus sazh mit Citrobacter phage Sazh
    - Spezies Tlsvirus sorkzaugg mit Citrobacter phage vB_CfrD_SorkZaugg
    - Spezies Tlsvirus SP126 (Salmonella-Virus SP126) mit Salmonella phage FSL SP-126
    - Spezies Tlsvirus stevie mit Citrobacter phage Stevie
    - Spezies Tlsvirus stevie116 mit Escherichia phage Stevie_ev116
    - Spezies Tlsvirus TLS (Escherichia-Virus TLS, ehem. Typus) mit Escherichia phage Tls
    - Spezies Tlsvirus tv011D2 mit Escherichia phage vB_EcoS_011D2
    - Spezies Tlsvirus U136B mit Escherichia phage U136B
    - Spezies Tlsvirus UTK0006 mit Salmonella phage vB_SenS_UTK0006
    - Spezies Tlsvirus UTK0007 mit Salmonella phage vB_SenS_UTK0007
    - Spezies Tlsvirus YSP2 mit Salmonella phage YSP2

  - Gattung: Warwickvirus
    - Spezies Warwickvirus atuna mit Escherichia phage atuna
    - Spezies Warwickvirus ityhuna mit Escherichia phage ityhuna
    - Spezies Warwickvirus JK16 mit Shigella phage JK16
    - Spezies Warwickvirus JLBYU16 mit Escherichia phage JLBYU16
    - Spezies Warwickvirus JLBYU26 mit Escherichia phage JLBYU26
    - Spezies Warwickvirus mar001J1 (Escherichia-Virus mar001J1) mit Escherichia phage vB_Eco_mar001J1
    - Spezies Warwickvirus orkinos mit Escherichia phage orkinos
    - Spezies Warwickvirus poky mit Escherichia phage vB_EcoD_Poky
    - Spezies Warwickvirus SECphi27 (Escherichia-Virus SECphi27) mit Escherichia phage SECphi27
    - Spezies Warwickvirus sip mit Escherichia phage vB_Eco_Sip
    - Spezies Warwickvirus SLUR29 (Escherichia-Virus SLUR29) mit Escherichia phage vB_Eco_SLUR29[13]
    - Spezies Warwickvirus swan01 (Escherichia-Virus swan01, ehem. Typus) mit Escherichia phage vB_Eco_swan01
    - Spezies Warwickvirus tiwna mit Escherichia phage tiwna
    - Spezies Warwickvirus tonijn mit Escherichia phage tonijn
    - Spezies Warwickvirus tonn mit Escherichia phage tonn
    - Spezies Warwickvirus tonnikala mit Escherichia phage tonnikala
    - Spezies Warwickvirus tunus mit Escherichia phage tunus
    - Spezies Warwickvirus wv95 (Escherichia-Virus 95) mit Escherichia phage vB_EcoS-95

  - ohne Gattungszuweisung
    - Spezies „Pseudomonas phage Motto“ („Pseudomonas-Phage Motto“)

- Unterfamilie: Tunavirinae
  - Gattung: Badaguanvirus
    - Spezies Badaguanvirus IME347 mit Escherichia phage vB_EcoS_IME347
    - Spezies Escherichia-Virus IME347 (wiss. Badaguanvirus IME347)

  - Gattung: Sertoctavirus
    - Spezies Sertoctavirus brunomanser mit Escherichia phage BrunoManser
    - Spezies Sertoctavirus SRT8 (Escherichia-Virus SRT8) mit Escherichia phage SRT8

  - Gattung: Tunavirus (veraltet: T1virus, Tunalikevirus, T1-like viruses, T1-like phages, T1-ähnliche Viren),[14][15] isometrisches Kapsid
    - Spezies Tunavirus ADB2 (Escherichia-Virus ADB2) mit Escherichia phage ADB-2
    - Spezies Tunavirus BIFF (Escherichia-Virus BIFF) mit Escherichia phage Eco_BIFF
    - Spezies Tunavirus chapo mit Escherichia phage vB_EcoS_Chapo
    - Spezies Tunavirus CLBP3 mit Escherichia phage CLB_P3
    - Spezies Tunavirus DELF2 mit Escherichia phage vB_EcoS-DELF2
    - Spezies Tunavirus IME18 (Escherichia-Virus IME18) mit Enterobacteria phage vB_EcoS_IME18
    - Spezies Tunavirus ISF001 (Shigella-Virus ISF001) mit Shigella phage vB_SflS-ISF001
    - Spezies Tunavirus ISF002 (Shigella-Virus ISF002) mit Shigella phage vB_SsoS-ISF002
    - Spezies Tunavirus JMPW1 (Escherichia-Virus JMPW1) mit Escherichia phage JMPW1
    - Spezies Tunavirus JMPW2 (Escherichia-Virus JMPW2) mit Escherichia phage JMPW2
    - Spezies Tunavirus leonhardeuler mit Escherichia phage LeonhardEuler
    - Spezies Tunavirus Lg3 mit Escherichia phage Lg3
    - Spezies Tunavirus LHE71 mit Escherichia phage LHE71
    - Spezies Tunavirus PSf2 (Shigella-Virus PSf2) mit Shigella phage pSf-2
    - Spezies Tunavirus S202 mit Shigella phage S2_02
    - Spezies Tunavirus SA12KD mit Escherichia phage vB_EcoS_SA12KD
    - Spezies Tunavirus SA30RD mit Escherichia phage vB_EcoS_SA30RD
    - Spezies Tunavirus SA32RD mit Escherichia phage vB_EcoS_SA32RD
    - Spezies Tunavirus Sfin1 (Shigella-Virus Sfin1) mit Shigella phage Sfin-1
    - Spezies Tunavirus Sfin3 (Shigella-Virus Sfin3) mit Shigella phage Sfin-3
    - Spezies Tunavirus SH2 (Escherichia-Virus SH2) mit Escherichia phage vB_EcoS_SH2
    - Spezies Tunavirus SH6 (Shigella-Virus SH6) mit Shigella phage SH6
    - Spezies Tunavirus Shfl1 (Shigella-Virus Shfl1) mit Shigella phage Shfl1
    - Spezies Tunavirus T1 (Escherichia-Virus T1, ehem. Typus) mit Escherichia phage T1 alias Enterobacteria phage T1[16]
    - Spezies „Tunavirus tv008“ („Shigella-Virus 008“) mit Shigella phage vB_SsoS_008 (nicht mehr offiziell, zu wenig/fehlerbehaftete Daten)

  - ohne Gattungszuweisung:
    - Spezies „Campylobacter phage A15b“ („Campylobacter-Phage A15b“)
    - Spezies „Campylobacter phage A15b“ („Campylobacter-Phage A15b“)

- ohne zugewiesene Unterfamilie
  - Gattung: Eclunavirus
    - Spezies Eclunavirus EcL1 mit Enterobacter phage Ec_L1
    - Spezies: Eclunavirus EcL1

  - Gattung: Hicfunavirus
    - Spezies Hicfunavirus HCF1 mit Citrobacter phage HCF1
    - Spezies: Hicfunavirus HCF1

  - Gattung: Jhansiroadvirus
    - Spezies Jhansiroadvirus gwaliVC1 mit Vibrio phage VC1
    - Spezies Jhansiroadvirus gwaliVC1

  - Gattung: Kyungwonvirus (inkl. frühere Gattung Gyeonggidovirus)
    - Spezies Kyungwonvirus CS01 (Cronobacter-Virus PhiCS01, früher zu Gyeonggidovirus) mit Cronobacter phage CS01
    - Spezies Kyungwonvirus Esp29491 (Cronobacter-Virus Esp2949-1) mit Cronobacter-Phage ESP2949-1

  - Gattung: Nouzillyvirus
    - Spezies Nouzillyvirus ESCO41 mit Escherichia-Phage vB_EcoS_ESCO41
    - Spezies: Escherichia virus ESCO41

  - Gattung: Sauletekiovirus
    - Spezies Sauletekiovirus AAS23 (Pantoea-Virus AAS23) mit Pantoea-Phage vB_PagS_AAS23

  - Gattung: Vilniusvirus
    - Spezies Vilniusvirus NBD2 (Escherichia-Virus NBD2) mit Escherichia phage vB_EcoS_NBD2

  - Gattung: Webervirus (veraltet: Kp36virus, Kp36likevirus)
    - Spezies Webervirus 1086 mit Klebsiella phage vB_1086
    - Spezies Webervirus 066039 mit Klebsiella phage 066039
    - Spezies Webervirus ABTNL2 mit Klebsiella phage ABTNL-2
    - Spezies Webervirus alina mit Klebsiella phage vB_KpnS_Alina
    - Spezies Webervirus B1 mit Klebsiella phage B1
    - Spezies Webervirus BMac mit Klebsiella phage BMac
    - Spezies Webervirus BUCT705 mit Stenotrophomonas phage vB_SmeS_BUCT705
    - Spezies Webervirus BUCT556A mit Klebsiella phage BUCT556A
    - Spezies Webervirus call mit Klebsiella phage vB_KpnS_Call
    - Spezies Webervirus cp1 mit Klebsiella phage cp1
    - Spezies Webervirus cp3 mit Klebsiella phage cp3
    - Spezies Webervirus cp5 mit Klebsiella phage cp5
    - Spezies Webervirus cp17 mit Klebsiella phage cp17
    - Spezies Webervirus cp24 mit Klebsiella phage cp24
    - Spezies Webervirus domnhall mit Klebsiella phage vB_KpnS_Domnhall
    - Spezies Webervirus F20 (Enterobacteria-Virus F20) mit Enterobacter phage F20 alias Enterobacteria phage F20
    - Spezies Webervirus F1M1D mit Klebsiella phage vB_KvaS_F1M1D
    - Spezies Webervirus F2M1D mit Klebsiella phage vB_KvaS_F2M1D
    - Spezies Webervirus fairdinkum mit Klebsiella phage vB_KpnD_FairDinkum
    - Spezies Webervirus FZ10 mit Klebsiella phage vB_KpnS_FZ10
    - Spezies Webervirus GHK3 mit Klebsiella phage GH-K3
    - Spezies Webervirus GZ9 mit Klebsiella phage GZ9
    - Spezies Webervirus IME268 mit Klebsiella phage IME268
    - Spezies Webervirus IME328 mit Klebsiella phage vB_Kp_IME328
    - Spezies Webervirus IMGroot mit Klebsiella phage vB_KpnS_IMGroot
    - Spezies Webervirus JY917 mit Klebsiella phage JY917
    - Spezies Webervirus kingDDD mit Klebsiella phage vB_KpnS_KingDDD
    - Spezies Webervirus KL mit Klebsiella phage KL
    - Spezies Webervirus KLPN1 mit Klebsiella phage KLPN1
    - Spezies Webervirus KLPPOU149 mit Klebsiella phage vB_KpnS_15-38_KLPPOU149
    - Spezies Webervirus KOX1 mit Klebsiella phage KOX1
    - Spezies Webervirus KP36 (Klebsiella-Virus KP36) mit Klebsiella phage KP36
    - Spezies Webervirus KP132 mit Klebsiella phage KP13-2
    - Spezies Webervirus KP1801 (Klebsiella-Virus KP1801) mit Klebsiella phage KP1801
    - Spezies Webervirus KpKT21phi1 (Klebsiella-Virus KpKT21phi1)  mit Klebsiella phage KpKT21phi1
    - Spezies Webervirus KPNHS3 mit Klebsiella phage phi_KPN_HS3
    - Spezies Webervirus KpNIH2 mit Klebsiella phage PhiKpNIH-2
    - Spezies Webervirus KPP2020 mit Klebsiella phage KPP2020
    - Spezies Webervirus KpS4 mit Klebsiella phage KpS4
    - Spezies Webervirus KpV522 (Klebsiella-Virus KpV522) mit Klebsiella phage vB_KpnS_KpV522
    - Spezies Webervirus LF20 mit Klebsiella phage LF20
    - Spezies Webervirus mezzogao mit Klebsiella phage MezzoGao
    - Spezies Webervirus mfs mit Klebsiella phage mfs
    - Spezies Webervirus MMBB mit Klebsiella phage MMBB
    - Spezies Webervirus mtp2 mit Klebsiella phage mtp2
    - Spezies Webervirus mtp12 mit Klebsiella phage mtp12
    - Spezies Webervirus mtp13 mit Klebsiella phage mtp13
    - Spezies Webervirus mtp17 mit Klebsiella phage mtp17
    - Spezies Webervirus mtp19 mit Klebsiella phage mtp19
    - Spezies Webervirus mtp23 mit Klebsiella phage mtp23
    - Spezies Webervirus mtp30 mit Klebsiella phage mtp30
    - Spezies Webervirus mtp31 mit Klebsiella phage mtp31
    - Spezies Webervirus N141 (Spezies Klebsiella-Virus KPN N141) mit Klebsiella phage KPN N141
    - Spezies Webervirus NJS1 mit Klebsiella phage NJS1
    - Spezies Webervirus NJS2 mit Klebsiella phage NJS2
    - Spezies Webervirus NPat mit Klebsiella phage NPat
    - Spezies Webervirus Opt817 mit Klebsiella phage vB_KpnD_Opt-817
    - Spezies Webervirus P1 mit Klebsiella phage P1
    - Spezies Webervirus P528 mit Klebsiella phage P528
    - Spezies Webervirus penguinator mit Klebsiella phage vB_KpnS_Penguinator
    - Spezies Webervirus petecarol mit Klebsiella phage vB_KpnD_PeteCarol
    - Spezies Webervirus pK8 mit Klebsiella phage pK8
    - Spezies Webervirus PKP126 mit Klebsiella phage PKP126
    - Spezies Webervirus pKPBS31711 mit Klebsiella phage pKP-BS317-1.1
    - Spezies Webervirus PSKP16 mit Klebsiella phage PSKP16
    - Spezies Webervirus PWKp15 mit Klebsiella phage PWKp15
    - Spezies Webervirus PWKp17 mit Klebsiella phage PWKp17
    - Spezies Webervirus PWKp20 mit Klebsiella phage PWKp20
    - Spezies Webervirus RAD2 mit Klebsiella phage RAD2
    - Spezies Webervirus segescirculi mit Klebsiella phage vB_KpnS_SegesCirculi
    - Spezies Webervirus shelby (Klebsiella-Virus Shelby) mit Klebsiella phage Shelby
    - Spezies Webervirus sin4 mit Klebsiella phage Sin4
    - Spezies Webervirus skenny mit Klebsiella phage Skenny
    - Spezies Webervirus solomon mit Klebsiella phage Solomon
    - Spezies Webervirus sushi (Klebsiella-Virus Sushi) mit Klebsiella phage Sushi
    - Spezies Webervirus sweeny (Klebsiella-Virus Sweeny) mit Klebsiella phage Sweeny
    - Spezies Webervirus TAH8 mit Klebsiella phage TAH8
    - Spezies Webervirus TSK1 mit Klebsiella phage TSK1
    - Spezies Webervirus VAC2 mit Klebsiella phage vB_KpnS-VAC2
    - Spezies Webervirus VAC4 mit Klebsiella phage vB_KpnS-VAC4
    - Spezies Webervirus VAC5 mit Klebsiella phage vB_KpnS-VAC5
    - Spezies Webervirus VAC6 mit Klebsiella phage vB_KpnS-VAC6
    - Spezies Webervirus VAC7 mit Klebsiella phage vB_KpnS-VAC7
    - Spezies Webervirus VAC8 mit Klebsiella phage vB_KpnS-VAC8
    - Spezies Webervirus VAC10 mit Klebsiella phage vB_KpnS-VAC10
    - Spezies Webervirus VAC11 mit Klebsiella phage vB_KpnS-VAC11
    - Spezies Webervirus VAC70 mit Klebsiella phage vB_KpnS-VAC70
    - Spezies Webervirus VAC110 mit Klebsiella phage vB_KpnS-VAC110
    - Spezies Webervirus VAC111 mit Klebsiella phage vB_KpnS-VAC111
    - Spezies Webervirus VAC112 mit Klebsiella phage vB_KpnS-VAC112
    - Spezies Webervirus VAC113 mit Klebsiella phage vB_KpnS-VAC113
    - Spezies Webervirus VLCpiD7a mit Klebsiella phage VLCpiD7a
    - Spezies Webervirus VLCpiD7b mit Klebsiella phage VLCpiD7b
    - Spezies Webervirus VLCpiD7c mit Klebsiella phage VLCpiD7c
    - Spezies Webervirus W14 mit Klebsiella phage phiW14
    - Spezies Webervirus wv13 mit Klebsiella phage 13
    - Spezies Webervirus wv1513 mit Klebsiella phage 1513
    - Spezies Webervirus wv2811 mit Klebsiella phage vB_KpnS_2811
    - Spezies Webervirus ZX2 mit Klebsiella phage vB_KpnS_ZX2
    - Spezies „Webervirus KpCol1“ („Klebsiella-Virus KpCol1“) mit Klebsiella phage GML-KpCol1

  - ohne Gattungszuweisung:
    - Spezies „Erwinia phage Snitter“ („Erwinia-Phage Snitter“)
    - Spezies „Klebsiella phage KL3“ („Klebsiella-Phage KL3“)
    - Spezies „Klebsiella phage KMI8“ („Klebsiella-Phage KMI8“)
    - Spezies „Klebsiella phage vB_KpnS_SXFY507“ („Klebsiella-Phage vB_KpnS_SXFY507“) mit Klebsiella phage Kp_phage_507
    - Spezies „Salmonella virus STSR3“ („Salmonella -Virus STSR3“)